# نورمان ويست
نورمان ويست (بالإنجليزية: Norman West)‏ هو نقابي وسياسي بريطاني، ولد في 26 نوفمبر 1935 في Worsbrough ‏ في المملكة المتحدة، وتوفي في 7 سبتمبر 2009. نشط حزبياً في حزب العمال. في انتخابات البرلمان الأوروبي 1984، انتخب عضو في البرلمان الأوروبي عن دائرة Yorkshire South (European Parliament constituency) ‏ لترشحه ضمن قائمة حزب العمال، وقد انضم خلال فترته النيابية (24 يوليو 1984 – 24 يوليو 1989) للكتلة البرلمانية التحالف التقدمي للاشتراكيين والديمقراطيين وفي انتخابات البرلمان الأوروبي 1989، انتخب عضو في البرلمان الأوروبي عن دائرة Yorkshire South (European Parliament constituency) ‏ لترشحه ضمن قائمة حزب العمال، وقد انضم خلال فترته النيابية (25 يوليو 1989 – 18 يوليو 1994) للكتلة البرلمانية التحالف التقدمي للاشتراكيين والديمقراطيين وفي انتخابات البرلمان الأوروبي 1994، انتخب عضو في البرلمان الأوروبي عن دائرة Yorkshire South (European Parliament constituency) ‏ لترشحه ضمن قائمة حزب العمال، وقد انضم خلال فترته النيابية (19 يوليو 1994 – 31 مارس 1998) للكتلة البرلمانية التحالف التقدمي للاشتراكيين والديمقراطيين.